# Xue Changrui
Xue Changrui (né le 31 mai 1991 à Jinan dans le Shandong) est un athlète chinois, spécialiste du saut à la perche.

## Biographie
Il franchit 5,60 m le 24 septembre 2012 à Kunshan. Avec la même hauteur franchie à Pune, il devient champion d'Asie le 4 juillet 2013.
Le 18 mai 2014, lors du meeting de Shanghaï, Xue Changrui termine à la 3e de cette étape de la Ligue de diamant, en 5,62 m, à 3 centimètres de son record personnel.
3 jours plus tard, au meeting de Pékin, compétition faisant partie du challenge mondial de l'IAAF, Xue Changrui établit un nouveau record personnel en 5,80 m. Il remporte la compétition et améliore son record personnel de 15 cm.
Il termine troisième du DécaNation avec 5,70 m avant de se classer deuxième de la Coupe continentale. Il remporte par la suite les Jeux asiatiques. En 2015, il est blessé et ne participe finalement à aucune compétition. Il fait son retour sur les pistes le 16 janvier 2016 où il franchit 5,81 m et remporte le concours. Il améliore par la même occasion le record de Chine de Yang Yansheng d'un centimètre, réalisé en 2013. Il devance le Grec Konstadínos Filippídis (5,67 m).
Le 18 mai suivant, Xue se classe 3e du World Challenge Beijing avec 5,70 m, derrière l'Américain Sam Kendricks (5,92 m) et le Polonais Piotr Lisek (5,70 m).
Le 8 août 2017, en finale des Championnats du monde de Londres, Xue améliore son propre record de Chine avec une barre à 5,82 m, qui le place en première position provisoire. Malheureusement, Sam Kendricks, Piotr Lisek et Renaud Lavillenie franchissent 5,89 m, ce que ne fait pas Xue et laissent donc le chinois échouer au pied du podium.
Le 13 février 2018, il saute 5,75 m à Liévin. Le 4 mars, aux championnats du monde en salle de Birmingham, il termine 11e avec 5,60 m. 

## Palmarès
| Date | Compétition                    | Lieu           | Résultat | Marque |
| ---- | ------------------------------ | -------------- | -------- | ------ |
| 2013 | Championnats d'Asie            | Pune           | 1er      | 5,60 m |
| 2013 | Championnats du monde          | Moscou         | 12e      | 5,50 m |
| 2014 | Championnats du monde en salle | Sopot          | 5e       | 5,75 m |
| 2014 | DécaNation                     | Angers         | 3e       | 5,70 m |
| 2014 | Coupe continentale             | Marrakech      | 2e       | 5,65 m |
| 2014 | Jeux asiatiques                | Incheon        | 1er      | 5,55 m |
| 2016 | Jeux olympiques                | Rio de Janeiro | 6e       | 5,65 m |
| 2017 | Championnats du monde          | Londres        | 4e       | 5,82 m |
| 2018 | Championnats du monde en salle | Birmingham     | 11e      | 5,60 m |
| 2018 | Coupe continentale             | Ostrava        |          |        |

## Records
| Épreuve          | Épreuve   | Marque      | Lieu    | Date            |
| ---------------- | --------- | ----------- | ------- | --------------- |
| Saut à la perche | Plein air | 5,82 m (NR) | Londres | 8 août 2017     |
| Saut à la perche | En salle  | 5,81 m (NR) | Orléans | 16 janvier 2016 |